# Franz Xaver Reich
Franz Xaver Reich (* 1. August 1815 in Hüfingen; † 8. Oktober 1881 ebenda) war ein deutscher Bildhauer in Baden.

## Leben
Franz Xaver Reich war der Sohn des Oberlehrers Lucian Reich und dessen Ehefrau Maria Josepha Schelble, einer Schwester des Dirigenten Johann Nepomuk Schelble. Er hatte einen jüngeren Bruder, namens Lucian, der ebenfalls als Künstler tätig war. Elisabeth (1819–1871), eine Schwester der beiden, heiratete den Litho- und Fotografen Johann Nepomuk Heinemann.
Nach initialer Förderung durch seinen Vater kam Franz Xaver Reich 1832 auf Empfehlung seines Onkels Schelble an das Städelsche Institut in die Bildhauerklasse von Johann Nepomuk Zwerger. Neben dessen Gunst erwarb er auch bald die von Direktor Philipp Veit und des Professors Friedrich Maximilian Hessemer. Durch seinen Onkel verbesserte er sein Klavierspiel und wurde Mitglied in dessen Cäcilienverein. Sein erstes selbständiges Werk war eine Beethoven-Büste nach einem Stich, deren Kopien längere Zeit von der Gipsgießerei Karl Banni vertrieben wurden.
Nachdem er den österreichischen Bildhauer Ludwig Schaller während einer Münchenreise kennengelernt hatte, lud ihn dieser 1835 in sein dortiges Atelier ein, um dort eine von ihm modelliertes Holbein-Relief für die Alte Pinakothek auszuführen. Da Schaller zwei Holbein-Reliefs entwarf, handelt es sich dabei entweder um die Darstellung von Hans Holbein dem Jüngeren mit der Familie des Thomas Morus oder jene, die ihn beim Malen von Anne Boleyn zeigt.
Im folgenden Jahr kehrte er in sein Elternhaus zurück, nachdem er weitere Arbeiten bei Schaller erledigt hatte. Wilhelm August Rehmann, Leibarzt von Fürst Karl Egon II. zu Fürstenberg veranlasste, dass Reich dort eine Skizze modellieren konnte, welche die Donau mit ihren Zuflüsse Brigach und Breg zeigte. Karl Egon II. war vom Ergebnis begeistert und beauftragte Reich damit, das Modell 1837 in München im großen Maßstab herzustellen. Im Schloss Hüfingen erhielt er von seinem Mäzen dann ein Atelier geräumt, um die Gruppe in Sandstein auszuführen. Dabei wurde der junge Künstler lediglich von einem Punkteur unterstützt, der eigens dafür geschult worden war. Die Sandsteingruppe wurde auf der „großen Insel im Schwanenweiher“ (heute: Pfaueninsel) im Schlosspark von Donaueschingen aufgestellt und von 1840 für mehr als zwei Jahrzehnte über einen Wasserturm mit Pumpwerk versorgt. Danach wurde die Wasserversorgung über das Kraftwerk der Brauerei bewerkstelligt.
Franz Xaver Reich beteiligte sich am Wettbewerb für die Kolossalgruppe Handel und Schifffahrt für Portal des Zollgebäudes (1836–1839) von Heinrich Hübsch am Mannheimer Freihafen. Obwohl der Mainzer Bildhauer Franz Joseph Scholl den Wettbewerb gewann wurde Hübsch auf Reich aufmerksam. Durch ihn erhielt er vom badischen Großherzog Leopold den Auftrag, die Gruppe für das Giebelfeld der Trinkhalle Baden-Baden auszuführen, die Hübsch von 1839 bis 1842 errichtete.
Durch ein Stipendium von Karl Egon II. wurde es Reich möglich, sich für einen zweijährigen Italienaufenthalt nach Rom zu begeben (1842/43). Dort freundete er sich mit dem aus Karlsruhe stammenden Bildhauer Christian Lotsch (1790–1873) an, der seit 1822 in Rom ansässig war.
Am 28. August 1843 heiratete Reich in Donaueschingen Josephine Elsässer (* 20. April 1823), deren Schwester Amalia (* 31. Dezember 1810) bereits im Jahr 1832 den Apotheker und Politiker Ludwig Kirsner geheiratet hatte. Im folgenden Jahr kam in Karlsruhe Reichs Sohn Berthold Lucian Joseph (1844–1925) zur Welt, der später den Ölberg in der Pfarrkirche von Donaueschingen schaffen sollte.
Für die 1846 eröffnete Kunsthalle Karlsruhe schuf Reich die überlebensgroßen Allegorien der Malerei und Bildhauerei und erhielt zudem die Gelegenheit, mit Reliefs Zweck und Bestimmung des Bauwerks nach eigenen Ideen zu gestalten. Zudem lieferte er das Modell für das Denkmal von Ludwig Georg von Winter, das 1853 gegossen und 1855 mit einem Sockel von Friedrich Theodor Fischer enthüllt wurde.
Das von Leopold beauftragte und 1848 aufgestellte Denkmal für die 63 Todesopfer, die beim Brand des Karlsruher Hoftheaters am 28. Februar 1847 ums Leben gekommen waren, war der vorerst letzte Auftrag Reichs in Karlsruhe; er kehrte nach Hüfingen heim.
Im gleichen Jahr kam seine Tochter Maria Josefa Amalie (* 1848) zur Welt. Ihr folgten später Amalia Maria Anastasia (* 1850), Clara Mathilde (* 1852), Karl Guido (* 1858) und Amalie Christine (* 1860).
In Hüfingen erweiterte er die Ziegelei, die er von seinem Vater übernommen hatte, um die Produktion von Terrakotten. Dort schuf er den plastischen Schmuck für das Hoftheater Karlsruhe und den Fries für die fürstliche Gewehrkammer in Donaueschingen sowie die Medaillons am Sammlungsgebäude gegenüber. Im Auftrag des Erzbischöflichen Baumeisters Lukas Engesser fertigte er zusätzliche Werke für badische Kirchen.
Daneben schuf er in seiner Werkstatt weitere Werke aus Sandstein, darunter Vier Jahreszeiten auf den stadtwärts gerichteten Eingangsportalen der Orangerie in Karlsruhe.
Sein letztes erhaltenes Werk waren die Statuette zu einer Schlittschuhläuferin in moderner Tracht sowie eine Skizze zu einer Grablegung Christi. Er starb am 8. Oktober 1881 in Hüfingen.

## Werke
| Bild            | Ort                     | Standort / Bauwerk                                                             | Werk | Fertigstellung/ Eröffnung |
| --------------- | ----------------------- | ------------------------------------------------------------------------------ | --- | ------------------------- |
| Bild gesucht BW | München                 | Alte Pinakothek, Saal II, Decke                                                | mindestens eines der Holbein-Reliefs nach Entwurf von Ludwig Schaller | 1835/1836                 |
|                 | Donaueschingen          | Schlosspark, Pfaueninsel                                                       | Donau mit den Zuflüssen Brigach und Breg | 1837/1841                 |
|                 | Donaueschingen          | Schlosspark, Fischhaus                                                         | Ammoniten auf Kapitellen von Säulen und Lisenen (Terrakotta) | 1841                      |
|                 | Baden-Baden             | Trinkhalle Baden-Baden                                                         | Gruppe im Giebelfeld | 1842 eröffnet             |
|                 | Karlsruhe               | Kunsthalle                                                                     | Marmorstatuen von Malerei und Bildhauerei, weitere Reliefs am Portal | 1846 eröffnet             |
|                 | Karlsruhe               | Denkmal von Ludwig Georg Winter                                                | Modell für den Guss | 1855 errichtet            |
|                 | Karlsruhe               | Denkmal für die Opfer des Theaterbrandes                                       | Engelfigur | 1848                      |
|                 | Karlsruhe               | Hoftheater                                                                     | Fassadenschmuck (Terrakotta) | 1853 fertiggestellt       |
|                 | Donaueschingen          | Fürstliche Gewehrkammer                                                        | Friesdekoration (Terrakotta) |                           |
|                 | Donaueschingen          | Sammlungsgebäude                                                               | Medaillons am Gebäude (Terrakotta) |                           |
|                 | Karlsruhe               | Orangerie                                                                      | Vier Jahreszeiten (zwei über jedem der beiden stadtwärts gerichteten Portale) | 1857 fertiggestellt       |
|                 | Neudingen               | Gruftkirche                                                                    | Acht Seligkeiten, Verkündigung Mariae am Hauptaltar, Mater gloriosa an einem Seitenaltar |                           |
|                 | Donaueschingen          | Schlosspark, Elisabetheninsel/Engelinsel                                       | Entwurf für den Guss des Denkmals für die 1861 verstorbene Gemahlin von Karl Egon III., das das Lessing-Denkmal ersetzte, das bis dahin der Insel ihren Namen gegeben hatte (Lessinginsel) und sich nun auf dem Prinz-Egon-Platz befindet |                           |
|                 | Konstanz                | Rheinbrücke, 1936 beim Umbau der Brücke an den Rheinsteig in Konstanz versetzt | Standbilder der Konstanzer Bischöfe Konrad und Gebhard von Konstanz, die anderen beiden Figuren stammen von Hans Baur | 1860                      |
|                 | Kehl                    | Rheinbrücke, inzwischen auf dem Kehler Marktplatz                              | Mutter Kinzig, Vater Rhein stammte von Hans Baur (beide Eisenguss) | 1861                      |
|                 | Konstanz                | Konstanzer Münster                                                             | Marienfigur über dem Hauptportal der Westfassade, flankiert von St. Konrad und St. Pelagius von Hans Baur | 1855?                     |
|                 | Donaueschingen          | Donauquelle, später Schwimmbad, heute beim Donauzusammenfluss                  | Standbild Die junge Donau als Kind am Schoße der Baar sowie Ornamente für die neue Einfassung von Adolf Weinbrenner | 1875                      |
|                 | Hüfingen                | Schloss (damals fürstenbergisches Landesspital, heute Altenheim)               | Statue von Karl Borromäus |                           |
|                 | Hüfingen                | Pfarrkirche St. Verena und Gallus                                              | Madonna über dem Eingang |                           |
|                 | Bonndorf im Schwarzwald | Martinsgarten                                                                  | Denkmal für Fürstabt Martin Gerbert | 1856                      |
|                 | Heiligenberg            | Fürstenbrunnen                                                                 | Modelle der beiden Fürstenberger Joachim und Karl Egon II. zu Fürstenberg für den Erzguss | 1854?                     |
|                 | Baden-Baden             | Leopoldsplatz, im Rahmen der Metallspende eingeschmolzen                       | Porträtstatue von Großherzog Leopold | 1861                      |
|                 | Sigmaringen             | Fürst-Wilhelm-Straße/Mühlstraße                                                | Bronze-Denkmal für Karl von Hohenzollern-Sigmaringen (von Lenz-Heroldt aus Nürnberg gegossen) auf Granitsäule | 1869                      |
|                 | Donaueschingen          |                                                                                | Denkmal für seinen Schwager Ludwig Kirsner mit Worten von Joseph Viktor von Scheffel | 1879                      |
|                 | Baden-Baden             | Herrengut, Echo, Engelswiese, Hungerberg, Leopoldstraße                        | Fürstenberg-Denkmal: Schutzengel-Statue in einer Säulenhalle von Theodor Diebold anlässlich eines glücklich überstandenen Reitunfalls seines Sohnes Karl Egon IV. am 22. September 1862 von Karl Egon III. zu Fürstenberg beauftragt      | 1870                      |
|                 | Bonndorf im Schwarzwald | St. Peter und Paul                                                             | gebrannte Tongruppe Madonna zwischen Engeln am Hauptportal |                           |
| Bild gesucht BW | Rippoldsau              | Wallfahrtskirche Mater Dolorosa (bis 1956 St. Nikolaus)                        | lebensgroße, holzgeschnitzte Heiligenstatuen auf Wandkonsolen: Hl. Nikolaus und Hl. Benedikt sowie die Kirchenväter Ambrosius, Hieronymus, Augustinus und Gregor der Große                                                                | 1869/72                   |
| Bild gesucht BW | Mahlberg                | St. Leonhard                                                                   | Madonna mit Kind über dem Hauptportal |                           |

## Rezeption
Joseph Sauer bezeichnete Reichs Schaffen im Vergleich zu dem von Karl Steinhäuser als „ähnlich fruchtbar, aber von weniger hohem Niveau“. Dem Freiburger Josef Alois Knittel hingegen attestiert er den „gleichen Stilgeist als Kirchenbildhauer“. Über die von Lukas Engesser geschätzten Terrakotta-Arbeiten Reichs für Kirchen resümiert er:

„Bekunden diese Arbeiten auch zumeist einen etwas unpersönlichen konventionellen Stil ohne die starke Kraft eines persönlichen Temperamentes, so sind sie doch charakteristische Schöpfungen ihrer Zeit, voll schlichter, warmherziger Religiosität, korrekt und anmutig im Formalen.“

Reichs Donaugruppe mit Brigach und Breg erregte in München die Aufmerksamkeit von Peter von Cornelius. Zudem ließ sich Ludwig Thiersch positiv in der Allgemeinen Zeitung über das Werk aus.